# 朗贡区
朗贡区（法語：arrondissement de Langon）是法国吉伦特省所辖的一个区。总面积2644.3平方公里，总人口133341，人口密度50人/平方公里（2018年）。主要城镇为朗贡。

## 辖区
朗贡区辖有196个市镇。